# Sonate K. 52
Pour les articles homonymes, voir K52.
La sonate K. 52 (F.10a-b/L.267) en ré mineur est une œuvre pour clavier du compositeur italien Domenico Scarlatti.

## Présentation
La « somptueuse sonate » K. 52, en ré mineur, est notée Andante moderato. C'est la première apparition d'un mouvement lent avec les sonates K. 69, 87 et 92 à l'exception de la Fugue du chat. La K. 52 « rappelle tout à fait l'écriture polyphonique du Clavier bien tempéré de Jean-Sébastien Bach (prélude et fugue en si bémol mineur du livre I ou Fugue en mi majeur du livre II) ». Aux mesures 48 à 52, c'est un effet quasi brahmsien qui apparaît.

## Manuscrits
Le manuscrit principal est le numéro 10 (auquel il faut ajouter le numéro 61, avec quelques variantes mineures) du volume XIV de Venise (1744), copié pour Maria Barbara.

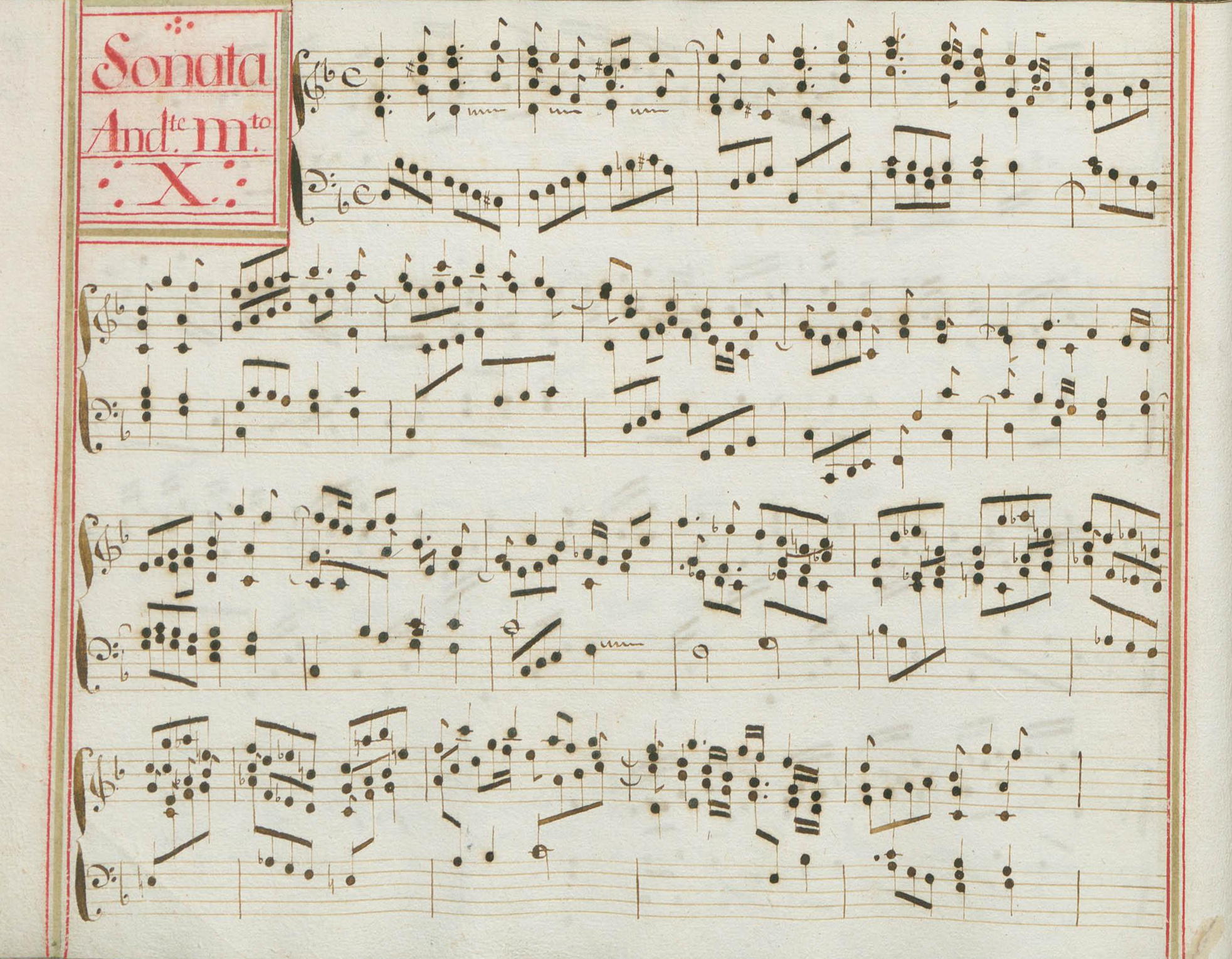
Venise XIV 10.
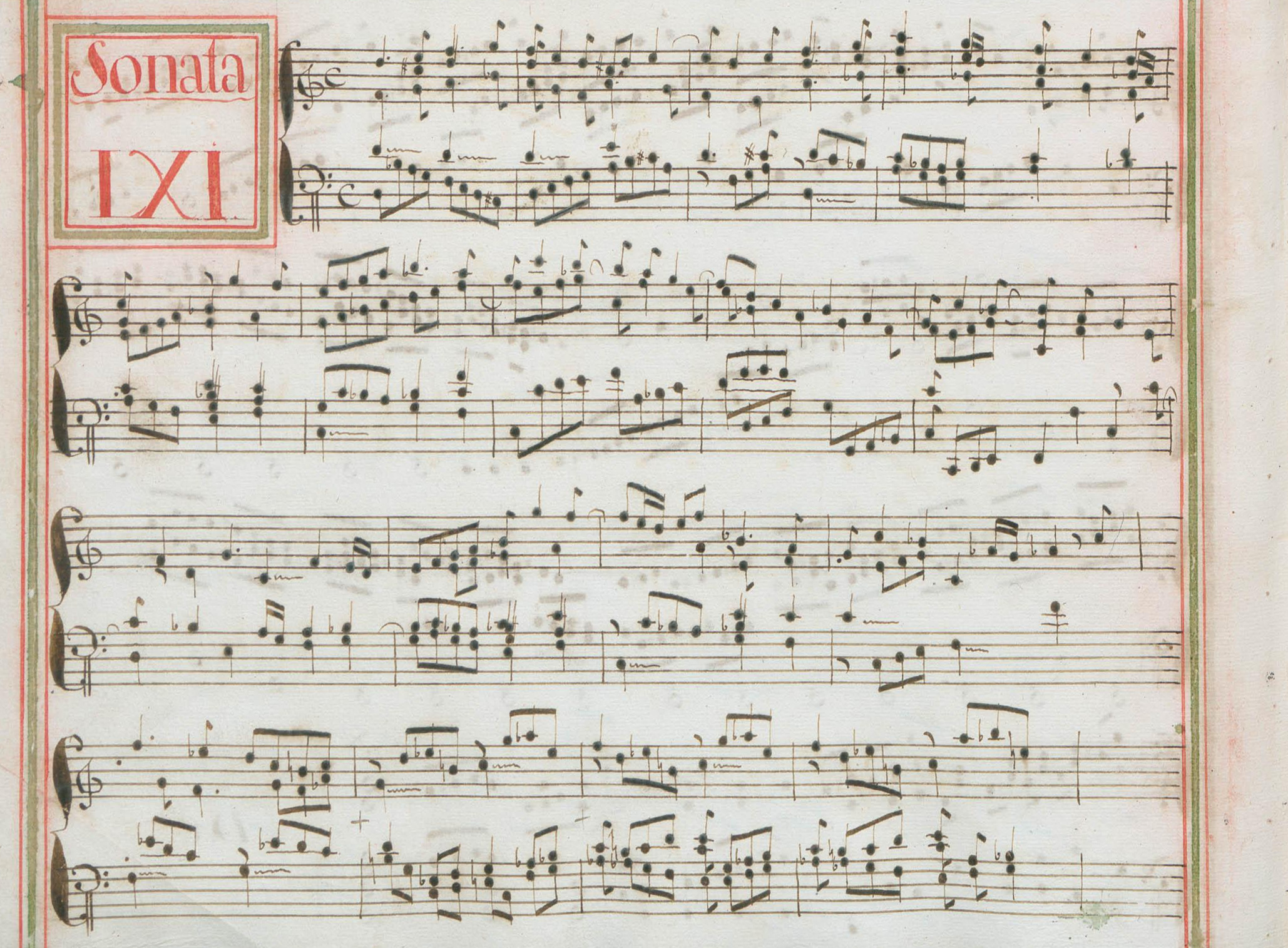
Venise XIV 61.

## Interprètes
La sonate K. 52 est défendue au piano, notamment par Vladimir Horowitz (1964, Sony) et Francesco Nicolosi (2007, Naxos, vol. 9) ; au clavecin par Huguette Dreyfus (1967, Valois), Gustav Leonhardt (1962, Teldec/Warner ; 1970, DHM ; 1978, Séon/Sony), Scott Ross (1985, Erato), Ursula Duetschler (1988, Claves), Laura Alvini (Frame), Bob van Asperen (1991, EMI), Ottavio Dantone (1997, Stradivarius), Christophe Rousset (1997, Decca), Richard Lester (2005, Nimbus, vol. 6) et Pieter-Jan Belder (Brilliant Classics). Maria Cecilia Farina l'a enregistrée à l'orgue (Stradivarius, vol. 9).

## Sources
: document utilisé comme source pour la rédaction de cet article.
- Ralph Kirkpatrick (trad. de l'anglais par Dennis Collins), Domenico Scarlatti, Paris, Lattès, coll. « Musique et Musiciens », 1982 (1re éd. 1953 (en)), 493 p. (ISBN 978-2-7096-0118-4, OCLC 954954205, BNF 34689181).
- Alain de Chambure, « Domenico Scarlatti : Intégrale des sonates — Scott Ross », Erato (2564-62092-2), 1985 (OCLC 891183737) .